# Alberico Archinto
Alberico Archinto, né le 8 novembre 1698 à Milan et mort le 30 septembre 1758 à Rome, est un cardinal italien du XVIIIe siècle.

## Biographie
Alberico Archinto exerce diverses fonctions au sein de la Curie romaine. Il est nommé archevêque titulaire de Nicée en 1739 et est envoyé comme nonce apostolique dans le Grand-duché de Toscane (en) puis en Pologne en 1746. Il est gouverneur de Rome et vice-camerlingue du Collège des cardinaux de 1754 à 1756.
Le pape Benoit XIV le crée cardinal lors du consistoire du 5 avril 1756. Il est cardinal secrétaire d'État et vice-chancelier de la Sainte Église romaine de 1756 jusqu'à sa mort en 1758. Il participe au conclave de 1758, lors duquel Clément XIII est élu et Archinto lui-même est papabile. De 1756 jusqu'à sa mort il est aussi vice-chancelier du Saint-Siège. Il est un arrière-neveu  cardinal Giuseppe Archinto et l'oncle du cardinal Giovanni Archinto.